# Federico Caccia
Federico Caccia (Milano, 10 giugno 1635 – Milano, 14 gennaio 1699) è stato un cardinale e arcivescovo cattolico italiano.

## Biografia

### I primi anni e l'inizio della carriera
Federico Caccia nacque a Milano nel 1635 da una nobile famiglia originaria di Novara. Suo padre era il conte Camillo Caccia, feudatario di Varallo Pombia, mentre sua madre, Orsola Casati, apparteneva ad una nobile famiglia milanese. Intrapresi gli studi giuridici, si laureò all'Università degli Studi di Pavia in utroque iure e venne successivamente ordinato sacerdote.
Il padre aveva ricoperto la carica di decurione a Novara ed a Milano, dove tra l'altro era stato anche membro dei Dodici di provvisione, della Congregazione del Banco di Sant'Ambrogio e priore dell'Ospedale Maggiore. Quando Camillo morì nel 1642, dei suoi due figli il primogenito, Ottavio, ereditò dal padre il decurionato di Novara, mentre il secondogenito, Federico, venne avviato in un primo tempo alla carriera legale. Dopo aver studiato al collegio dei gesuiti di Brera a Milano, ove ottenne i primi rudimenti da Nicola Casati, venne ammesso al Collegio Borromeo di Pavia, studiando alla locale università ove ottenne la laurea nel 1662. Nel 1664 venne accolto nel Collegio dei Nobili Giureconsulti di Milano per poi spostarsi a Roma, dove fu avvocato concistoriale sotto il pontificato di Clemente X. Con l'ascesa del lombardo Innocenzo XI, la carriera del Caccia fu estremamente rapida: divenuto rettore dell'Arciginnasio di Roma (carica che ricoprì per quattro anni), divenne uditore del Tribunale della Sacra Rota e luogotenente del Sant'Uffizio, nonché elemosiniere del pontefice col titolo di prelato domestico di Sua Santità.
Malgrado questi incarichi, la sua indole lo aveva spinto in precedenza a rifiutare anche incarichi di peso come la guida delle diocesi di Lucca, Novara e Cremona, che gli erano state proposte dalla corte pontificia, non essendo ancora stato ordinato sacerdote. 

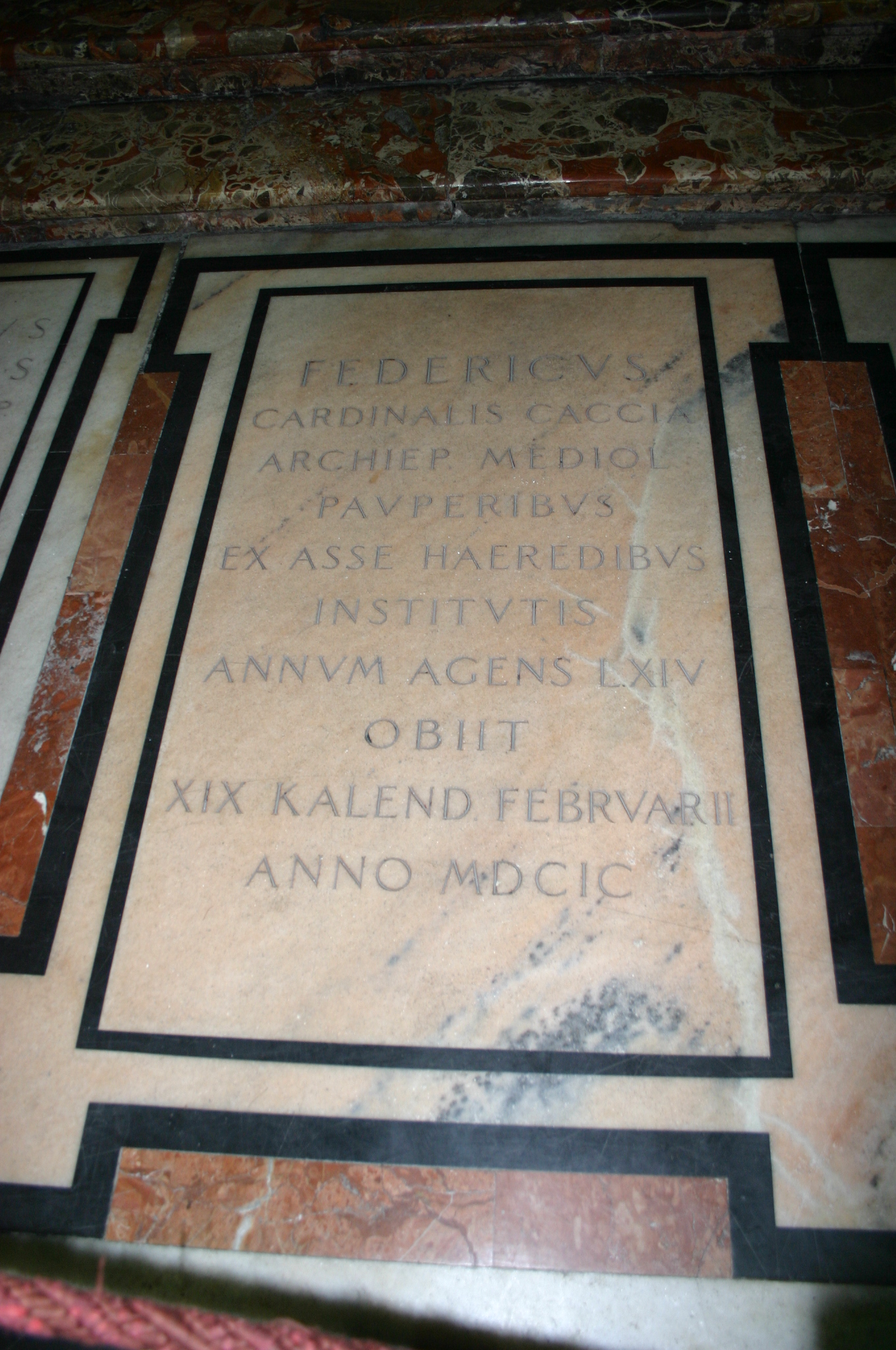
Tomba del cardinale Federico Caccia nel Duomo di Milano

Venne nominato arcivescovo titolare di Laodicea di Frigia il 2 gennaio del 1693 e consacrato a Roma il 4 gennaio dello stesso anno dal cardinale Galeazzo Marescotti. Propedeuticamente venne nominato nunzio apostolico in Spagna (5 gennaio 1693) e assistente al Trono Pontificio (6 gennaio 1693).

### I sei anni all'arcidiocesi di Milano
Il 14 aprile 1693 il Caccia venne trasferito alla sede arcivescovile di Milano, di cui aveva ottenuto la cattedra alla morte del suo predecessore, il cardinale Visconti. Papa Innocenzo XII lo elevò al rango di cardinale, come da tradizione per quell'incarico, nel concistoro del 12 dicembre 1695, ricevendo poi il titolo cardinalizio di Santa Pudenziana (13 agosto 1696). Per sostenere le sue ricche cariche, ottenne anche le prepositure commendatarie dei Santi Simone e Giuda e l'abbazia di San Lorenzo al Pozzo, in territorio novarese.
I sei anni del suo episcopato milanese furono costellati da pochi eventi: dopo aver inviato una lettera al popolo della diocesi, emanò delle disposizioni disciplinari sui conventi femminili e convocò un sinodo minore nel 1697. Per la gloria della chiesa di Milano benedisse il "San Carlone", il colosso di Arona dedicato alla memoria di san Carlo Borromeo, predisponendo nel duomo di Milano la creazione di una statua d'argento dedicata a Sant'Ambrogio e la costruzione di una teca in argento per accogliere il corpo di Sant'Aquilino nella Basilica di San Lorenzo. Il 23 maggio 1697 iniziò una visita pastorale della sua arcidiocesi, ma riuscì a portare avanti ben poco di questa. Sempre nel 1697 il Caccia ottenne l'incarico di reggere la città di Milano durante l'assenza del governatore spagnolo, don Diego Dávila Mesía y Guzmán, confermando così l'equilibrio raggiunto tra stato spagnolo e chiesa nel corso del Seicento.
Caratterialmente il Caccia era descritto come uomo tranquillo, aperto ma discreto, incline alla carità verso i poveri, che lasciò poi eredi del suo patrimonio.
Morì al palazzo episcopale di Milano il 14 gennaio 1699 alle ore 8 del mattino; il suo corpo venne esposto alla venerazione dei fedeli nel Duomo, per poi venire sepolto di fronte all'altare della Madonna dell'Albero, presente all'interno della cattedrale stessa. Con il suo testamento, di brevi ma intense legazioni, lasciò gran parte delle proprie sostanze ai poveri.

## Genealogia episcopale e successione apostolica
La genealogia episcopale è:
- Cardinale Scipione Rebiba
- Cardinale Giulio Antonio Santori
- Vescovo Placido della Marra
- Cardinale Melchior Khlesl
- Cardinale Giovanni Battista Maria Pallotta
- Cardinale Pietro Vidoni
- Cardinale Galeazzo Marescotti
- Cardinale Federico Caccia

La successione apostolica è:
- Vescovo Francisco Manuel de Zúñiga Sotomayor y Mendoza, O.S.A. (1695)

## Araldica
| Stemma | Descrizione                                                                    | Blasonatura |
|        | Federico Caccia Cardinale presbitero di Santa Pudenziana Arcivescovo di Milano | D'argento a tre fasce di rosso. Lo scudo, accollato a una croce astile patriarcale d'oro, posta in palo, è timbrato da un cappello con cordoni e nappe di rosso. Le nappe, in numero di trenta, sono disposte quindici per parte, in cinque ordini di 1, 2, 3, 4, 5. |

## Albero genealogico
|                       |                 |                       | Genitori               |  |  | Nonni |  |  | Bisnonni       |  |  | Trisnonni            |  |
|                       |                 |                       |                        |  |  |       |  |  | Camillo Caccia |  |  | Gianfrancesco Caccia |  |
|                       |                 |                       |                        |  |  |       |  |  | Camillo Caccia |  |  | Gianfrancesco Caccia |  |
|                       |                 | …                     |                        |  |  |       |  |  | Camillo Caccia |  |  |                      |  |
| Gianfrancesco Caccia  |                 |                       |                        |  |  |       |  |  | Camillo Caccia |  |  |                      |  |
|                       |                 | Bianca Maria Maggi    | Antonio Maggi          |  |  |       |  |  |                |  |  |                      |  |
|                       |                 | Bianca Maria Maggi    | Antonio Maggi          |  |  |       |  |  |                |  |  |                      |  |
|                       |                 | Bianca Maria Maggi    | …                      |  |  |       |  |  |                |  |  |                      |  |
| Camillo Caccia        |                 | Bianca Maria Maggi    |                        |  |  |       |  |  |                |  |  |                      |  |
|                       |                 | Pietro Antonio Piatti | …                      |  |  |       |  |  |                |  |  |                      |  |
|                       |                 | Pietro Antonio Piatti | …                      |  |  |       |  |  |                |  |  |                      |  |
|                       |                 | Pietro Antonio Piatti | …                      |  |  |       |  |  |                |  |  |                      |  |
| Barbara Piatti        |                 | Pietro Antonio Piatti |                        |  |  |       |  |  |                |  |  |                      |  |
|                       |                 | …                     | …                      |  |  |       |  |  |                |  |  |                      |  |
|                       |                 | …                     | …                      |  |  |       |  |  |                |  |  |                      |  |
|                       |                 | …                     | …                      |  |  |       |  |  |                |  |  |                      |  |
| Federico Caccia       |                 | …                     |                        |  |  |       |  |  |                |  |  |                      |  |
|                       | Giuseppe Casati | Rocco Casati          |                        |  |  |       |  |  |                |  |  |                      |  |
|                       | Giuseppe Casati | Rocco Casati          |                        |  |  |       |  |  |                |  |  |                      |  |
|                       | Giuseppe Casati | Caterina Reinoni      |                        |  |  |       |  |  |                |  |  |                      |  |
| Giovanni Paolo Casati | Giuseppe Casati |                       |                        |  |  |       |  |  |                |  |  |                      |  |
|                       |                 | Cecilia dal Pozzo     | Giambattista del Pozzo |  |  |       |  |  |                |  |  |                      |  |
|                       |                 | Cecilia dal Pozzo     | Giambattista del Pozzo |  |  |       |  |  |                |  |  |                      |  |
|                       |                 | Cecilia dal Pozzo     | …                      |  |  |       |  |  |                |  |  |                      |  |
| Orsola Casati         |                 | Cecilia dal Pozzo     |                        |  |  |       |  |  |                |  |  |                      |  |
|                       |                 | Michelangelo Cavalli  | …                      |  |  |       |  |  |                |  |  |                      |  |
|                       |                 | Michelangelo Cavalli  | …                      |  |  |       |  |  |                |  |  |                      |  |
|                       |                 | Michelangelo Cavalli  | …                      |  |  |       |  |  |                |  |  |                      |  |
| Girolama Cavalli      |                 | Michelangelo Cavalli  |                        |  |  |       |  |  |                |  |  |                      |  |
|                       |                 | …                     | …                      |  |  |       |  |  |                |  |  |                      |  |
|                       |                 | …                     | …                      |  |  |       |  |  |                |  |  |                      |  |
|                       |                 | …                     | …                      |  |  |       |  |  |                |  |  |                      |  |
|                       |                 | …                     |                        |  |  |       |  |  |                |  |  |                      |  |